# Catoblemma mesotaenia
Mataeomera mesotaenia là một loài bướm đêm trong họ Erebidae.

## Hình ảnh

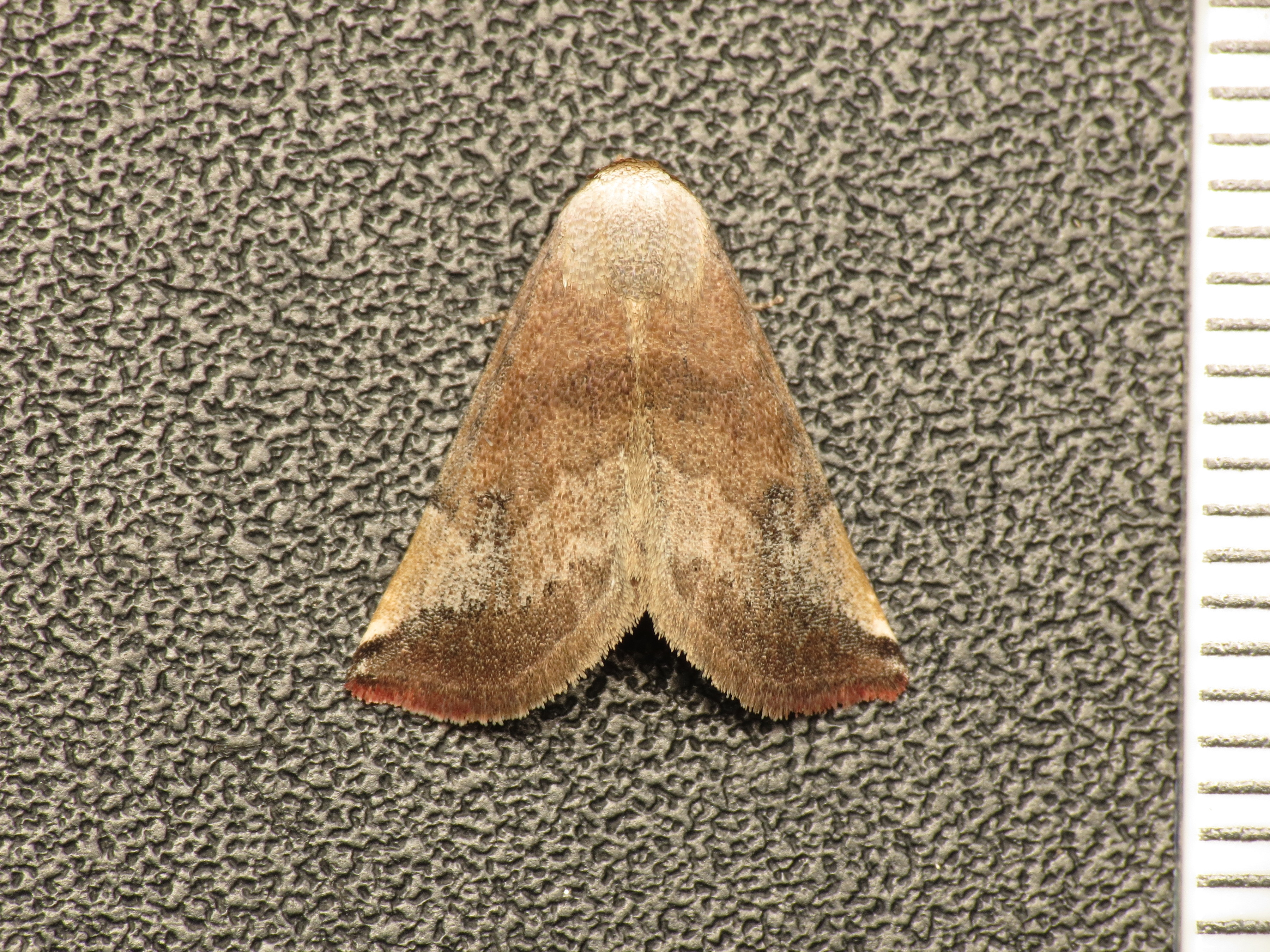
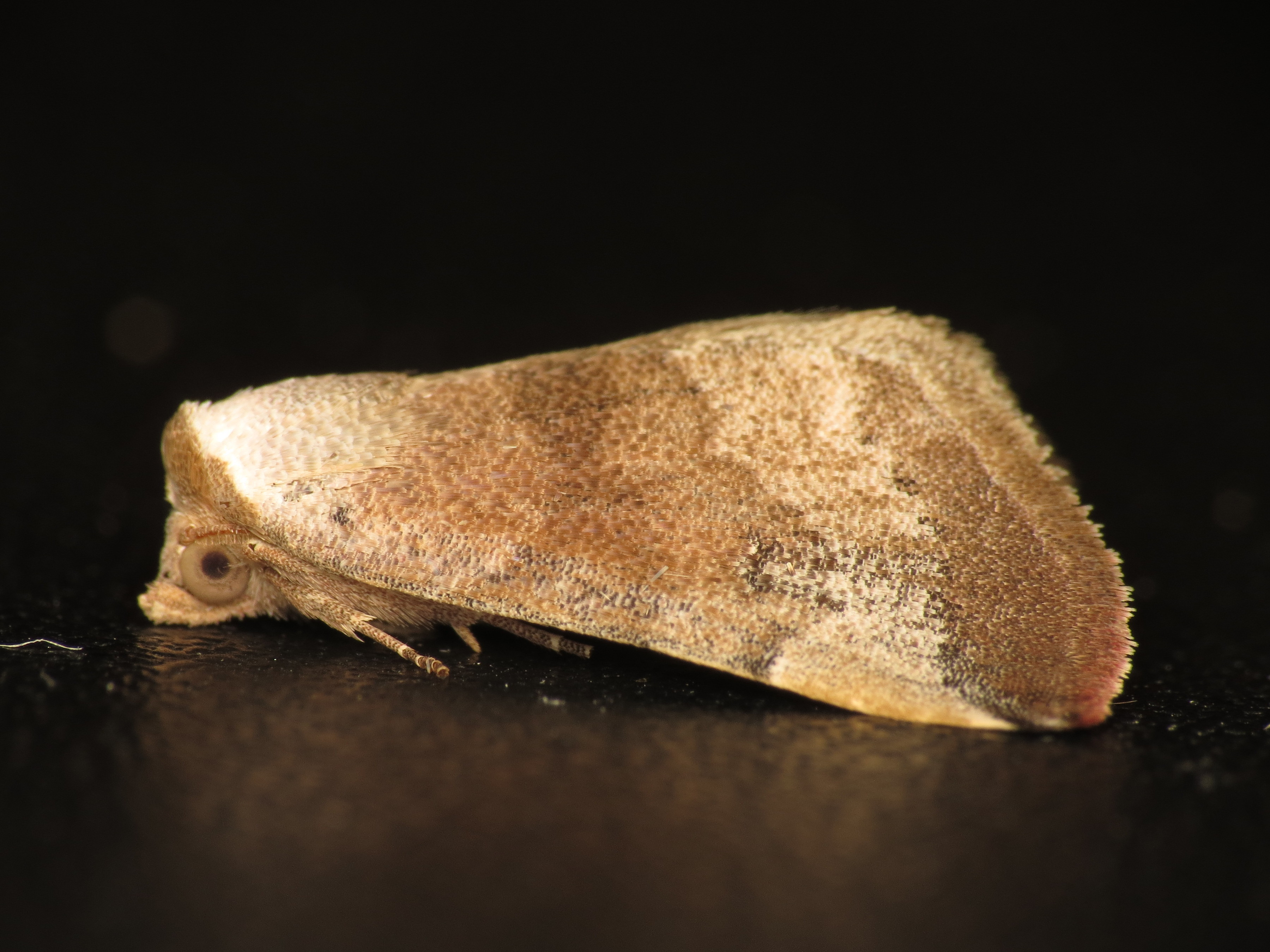
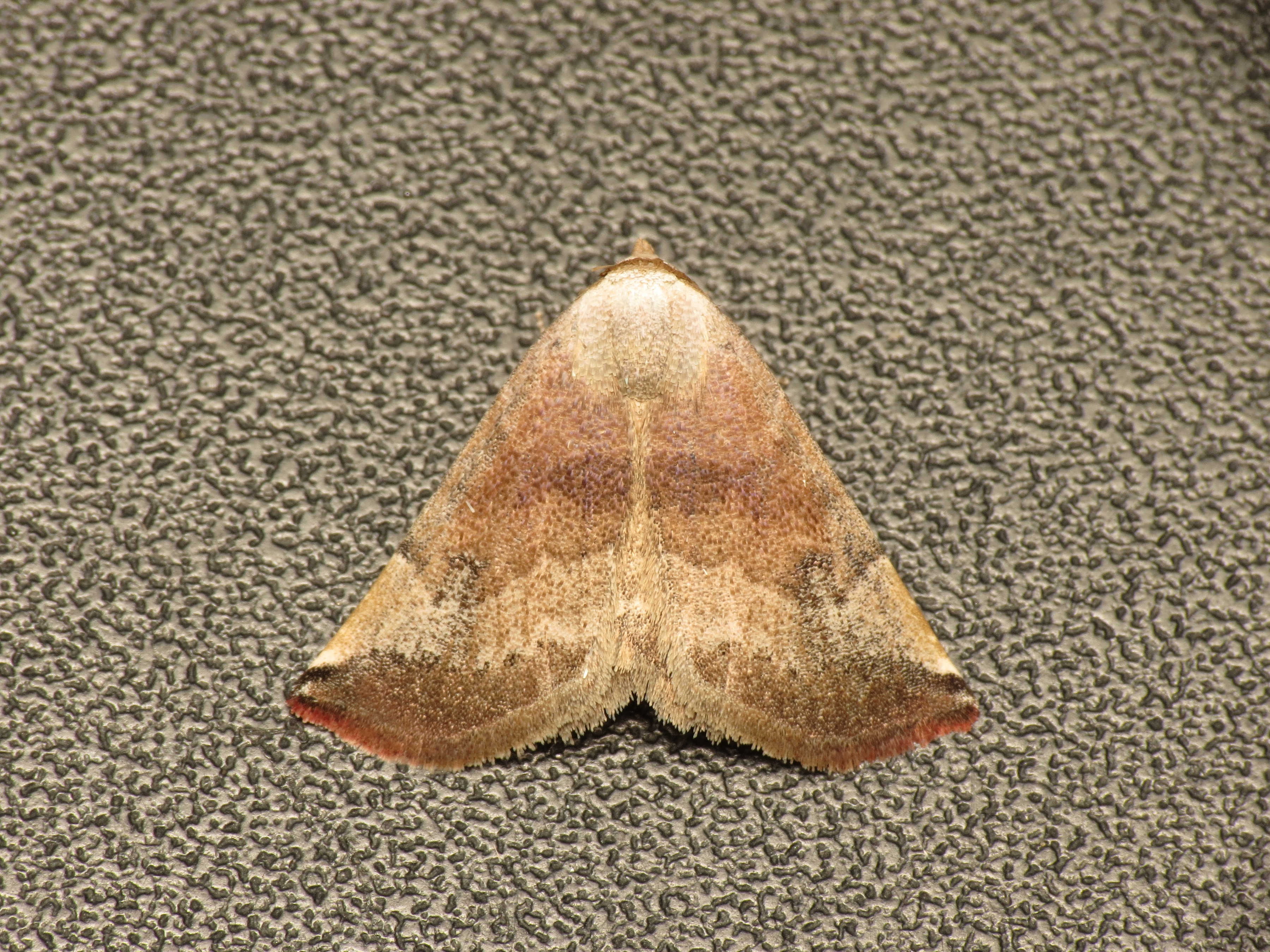
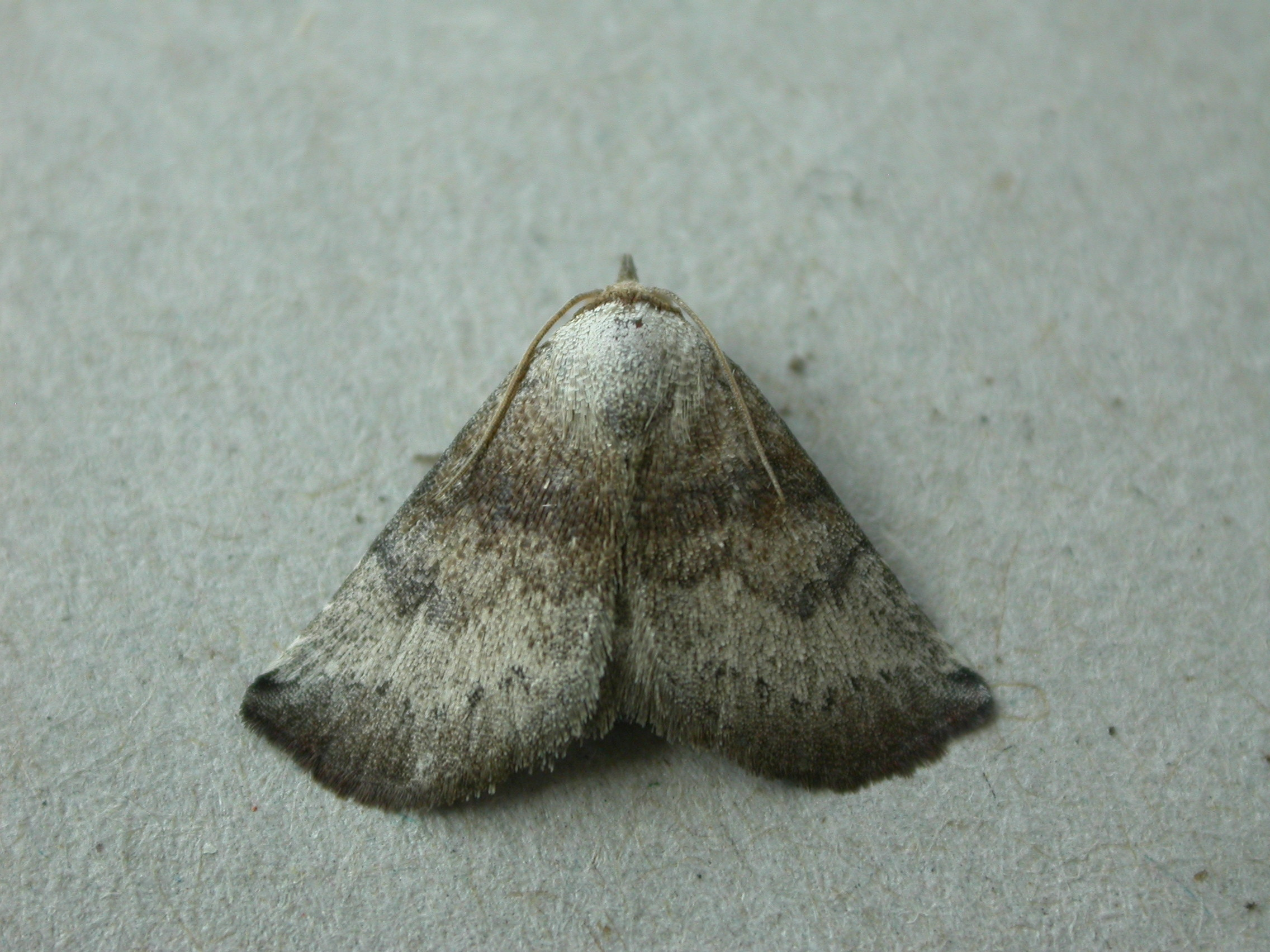